# Marizy-Saint-Mard
Marizy-Saint-Mard település Franciaországban, Aisne megyében. Lakosainak száma 49 fő (2022. január 1.). Marizy-Saint-Mard Chouy, Macogny, Marizy-Sainte-Geneviève és Neuilly-Saint-Front községekkel határos.

## Népesség
A település népességének változása:
| Lakosok száma | 90   | 34   | 49   | 39   | 53   | 49   | 50   | 51   | 50   | 49   |
|               | 1968 | 1982 | 1990 | 2006 | 2013 | 2015 | 2017 | 2019 | 2020 | 2022 |